# Youth (Troye Sivan)
Youth è un singolo del cantante australiano Troye Sivan, il secondo estratto dal suo primo album in studio Blue Neighbourhood. È stato pubblicato il 13 novembre 2015.

## Tracce
1. Youth – 3:05

## Classifiche

### Classifiche settimanali
| Classifica (2015-2016) | Posizione massima |
| ---------------------- | ----------------- |
| Australia              | 17                |
| Austria                | 73                |
| Belgio (Fiandre)       | 32                |
| Belgio (Vallonia)      | 66                |
| Canada                 | 47                |
| Germania               | 22                |
| Irlanda                | 62                |
| Italia                 | 72                |
| Nuova Zelanda          | 23                |
| Paesi Bassi            | 78                |
| Regno Unito            | 96                |
| Repubblica Ceca        | 24                |
| Slovacchia             | 27                |
| Stati Uniti            | 23                |
| Svezia                 | 74                |
| Svizzera               | 56                |
| Ungheria               | 30                |

### Classifiche di fine anno
| Classifica (2020) | Posizione |
| ----------------- | --------- |
| Corea del Sud     | 157       |